# 마사무네

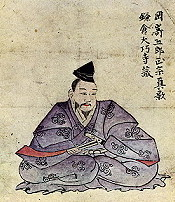
마사무네

마사무네(正宗)는 가마쿠라 시대 말기부터 난보쿠초 시대 초기까지의 사가미국 가마쿠라에서 유명한 도공 (도검장인)이다. 또, 그 도공이 만든 칼. 뒤에 명검의 대명사가 되었다.